# Dioskur (Gebre Tsion)
Dioskur (imię świeckie Berhaneselasie Gebre Tsion, ur. 1963 w Raya) – duchowny Etiopskiego Kościoła Ortodoksyjnego, od 2005 biskup Majczeu.
Sakrę otrzymał 26 sierpnia 2005.